# Nicolai Hanson

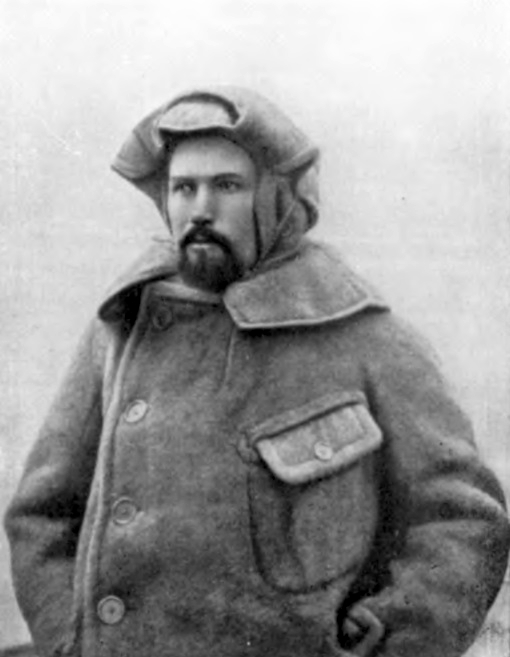
Nicolai Hanson.

Nicolai Hanson (24 de agosto de 1870 – 14 de octubre de 1899) fue un zoólogo y explorador de la Antártida noruego. Hanson participó en la Expedición Southern Cross liderada por Carsten Borchgrevink a la Antártida y fue la primera persona en ser enterrada en la Antártida.

## Biografía
Hanson había nacido en Kristiansund en el condado de Møre og Romsdal, Noruega. Se graduó en la Universidad de Christiania donde estudió zoología con el profesor Robert Collett. Hanson fue miembro de la expedición Borchgrevink a la Antártida en 1899. Esta fue la primera expedición científica en permanecer un tiempo extenso en la Antártida y estudiar la vida marina de la región. Durante el viaje desde Inglaterra Hanson estuvo muy enfermo. Al llegar al campamento invernal en cabo Adare, estaba lo suficientemente recuperado como para realizar algunas de las actividades científicas planeadas. Hanson falleció el 14 de octubre de 1899, aparentemente de un desorden intestinal, y fue la primera persona en ser enterrada en la Antártida. Antes de partir hacia la Antártida Hanson había contraído matrimonio, y su esposa tuvo una hija llamada Johanne Hanson Vogt (1898–1999) que nació luego que el partiera con la expedición.
Por su expreso pedido Hanson fue enterrado en la sección de la montaña arriba del cabo Adare, en una tumba excavada en la montaña. La tumba se marcó con piedras de cuarzo blanco, una cruz de madera y una placa fijada en una roca grande. La tumba se encuentra en la lista de sitios históricos y monumentos de la Antártida mencionados en el Tratado Antártico. A finales del siglo XX se ha reconstruido la cabaña de los noruegos en la Antártida, que fue la primera construcción permanente en el continente helado. Este campamento base también sirve de recordatorio de Nicolai Hanson.